# Mitt så kallade liv
Mitt så kallade liv (originaltitel: My So-Called Life) är en amerikansk ungdoms-TV-serie som ursprungligen sändes på ABC från den 25 augusti 1994 till och med den 26 januari 1995. Serien skapades av Winnie Holzman.

## Handling
I fokus står 15-åriga Angela (Claire Danes) som med sina dagboksliknande berättarinlägg reagerar på och reflekterar över det som händer omkring henne. Serien behandlar ämnen som homofobi, alkoholism, hemlöshet, censur, kärlek, otrohet, sex, vänskap och svek där konsekvensen av karaktärernas handlingar spelar en stor roll i historien.

## Rollista (urval)
| Claire Danes     | – Angela Chase             |
| Jared Leto       | – Jordan Catalano          |
| Wilson Cruz      | – Enrique "Rickie" Vasquez |
| A.J. Langer      | – Rayanne Graff            |
| Lisa Wilhoit     | – Danielle Chase           |
| Devon Odessa     | – Sharon Cherski           |
| Devon Gummersall | – Brian Krakow             |
| Bess Armstrong   | – Patricia "Patty" Chase   |
| Tom Irwin        | – Graham Chase             |

## Om TV-serien
Serien lades ner på våren 1995 efter 19 avsnitt på grund av låga tittarsiffror, men fick goda recensioner av kritiker och en mycket hängiven skara fans. Fansen försökte förgäves hindra att serien lades ner genom att organisera sig under namnet Operation Life Support.
Claire Danes belönades med en Golden Globe för sin roll som Angela. Serien innebar ett genombrott för flera av skådespelarna, av vilka utöver Danes även Jared Leto synts i flera filmer som visats på bio i Sverige.
Catherine Clark, en författare utan koppling till produktionen av TV-serien, författade två böcker; My So-Called Life (1995) och My So-Called Life Goes On (1999), där den första beskriver händelserna i TV-serien, och den andra bygger vidare på dessa händelser.